# Cantone di Orcières
Il Cantone di Orcières era una divisione amministrativa dell'arrondissement di Gap.
A seguito della riforma approvata con decreto del 20 febbraio 2014, che ha avuto attuazione dopo le elezioni dipartimentali del 2015, è stato soppresso.

## Composizione
Comprendeva i comuni di:
- Champoléon
- Orcières
- Saint-Jean-Saint-Nicolas